# 共产主义者联盟—维护南斯拉夫运动
共产主义者联盟—维护南斯拉夫运动（羅馬化：Savez komunista - Pokret za Jugoslaviju）是南斯拉夫联盟共和国历史上的一个共产主义政党。该党成立于1990年11月19日，在南斯拉夫人民军共产主义者联盟组织的基础上成立。1994年7月23日，以该党为首的19个左翼政党合并为南斯拉夫左翼。
该党的意识形态是共产主义、马克思列宁主义、铁托主义、南斯拉夫主义。该党的政治立场是极左翼。